# هاينريش بيك
هاينريش بيك (بالألمانية: Heinrich Beck)‏ (و. 1760 – 1803 م) هو ممثل، وكاتب مسرحي، ومؤلِّف، وممثل مسرحي، وكاتِب، من ألمانيا، ولد في غوتا، توفي في مانهايم، عن عمر يناهز 43 عاماً.